# Fernmeldehandwerker
Fernmeldehandwerker ist ein ehemaliger Ausbildungsberuf bei der Deutschen Bundespost. Diese bis 1970 dreieinhalbjährige, später auf drei Jahre ausgelegte und zusätzlich (bei entsprechender Leistung) um sechs Monate verkürzte Ausbildung wurde ab 1987 durch den Kommunikationselektroniker ersetzt und 1989 endgültig eingestellt. 
Die ähnliche Ausbildung in der Industrie – z. B. bei Siemens, Telefonbau und Normalzeit (bzw. Telenorma), SEL, TeKaDe oder DeTeWe – nannte sich seit 1936 Fernmeldemonteur und wurde im Dezember 1972 durch die Stufenausbildung zum Fernmeldeinstallateur und Fernmeldeelektroniker abgelöst. Der Fernmeldeinstallateur bzw. Fernmeldeelektroniker wurde ebenfalls wie der Fernmeldehandwerker ab 1987 durch den Kommunikationselektroniker mit nunmehr vereinheitlichten Ausbildungsplänen ersetzt.
Im Handwerk hieß der Beruf seit 1934 Fernmeldemechaniker, ab 1987 Fernmeldeanlagenlektroniker und seit 2003 Elektroniker, Fachrichtung Informations- und Telekommunikationstechnik.  Mit der Neuordnung der Elektroberufe im Handwerk im August 2021 wurde der Elektroniker, FR Informations- und Telekommunikationstechnik, mit dem Informationselektroniker, Schwerpunkt Bürosystemtechnik, sowie dem Informationselektroniker, Schwerpunkt Geräte- und Systemtechnik, zusammengelegt. Der Beruf heißt seither Informationselektroniker mit den Einsatzgebieten Geräte-, IT- und Bürosystemtechnik, Sende-, Empfangs- und Breitbandtechnik, Brandschutz- und Gefahrenmeldeanlagen oder Telekommunikationstechnik.
Der Fernmeldehandwerker arbeitete in den verschiedenen Bereichen der Fernmeldetechnik. Diese umfassten das Verlegen und Verbinden von Fernmeldekabeln in der Linientechnik, die Sprechstelleneinrichtung und deren Entstörungen im Feld, bis zur Wartung und Betrieb von Nebenstellenanlagen und Vermittlungsstellen.
Die Prüfung erstreckte sich über die Fertigkeiten Werkstoffbearbeitung, Fernmeldebau, Sprechstellenbau, Fernsprechentstörung und Vermittlungstechnik sowie den Kenntnisfächern Fachkunde, Technisches Rechnen und Wirtschafts-, Sozial- und Berufskunde. Neben den prüfungsrelevanten Fächern wurden den Auszubildenden auch die Grundlagen der Elektrotechnik vermittelt.
Bei der Post war die Ausbildung der erste Schritt eines angestrebten Karriereweges in den mittleren fernmeldetechnischen Dienst und somit einer obligatorisch anschließenden Meisterausbildung mit folgender Verbeamtung. Die Beschäftigung nach der Übernahme der Azubis durch die Post war darauf angelegt, die Meisterprüfung möglichst rasch absolvieren zu können. Bereits die Auswahl der Azubis sowie die Ausbildung zum Fernmeldehandwerker waren entsprechend anspruchsvoll ausgelegt, um zu gewährleisten, dass nach erfolgreichem ersten Ausbildungsschritt auf dem weiteren Weg zum Meister möglichst wenige scheiterten.
Durch die Neuerungen im Bereich der Telekommunikation wurde die Ausbildung zum Fernmeldehandwerker neu gestaltet und entsprechend umbenannt. Die letzten Fernmeldehandwerker begannen ihre dreijährige Ausbildung 1986 und beendeten diese mit der Abschlussprüfung im Juni 1989.